# Зацеркляна Тетяна Антонівна

Зацеркляна Тетяна Антонівна (29 червня 1942, с. Клочки Білоцерківського р-ну на Києвщині) — українська народна малювальниця, писанкарка. Чоловік — Зацеркляний Микола Григорович.

## Творчість
З 1971 творить розмальовані іграшки, меблі, сувеніри, побутові предмети (тарелі, таці, ложки, корячки, баклаги, свічники, дошки кухонні, сільнички) з неповторними візерунками на класичні взірці народної творчості. Серед них своє місце займають розмальовані великодні яйця, виточені з дерева (1972, 1977, сто примірників у Полтавському краєзнавчому музеї) з їх давньою народною й християнською символікою. Тетяна Антонівна одна з найперших почала розмальовувати писанки на Полтавщині.

## Виставки
Учасник всеукраїнських, міжнародних виставок і творчих симпозіумів.
- Москва
- Біла Церква
- Будапешт (Угорщина, 1974)
- Велико-Тирново (Болгарія, 1976, 1982)
- Санкт-Петербург (РФ, 2002)

Персональні виставки подружжя Зацеркляних відбувалися у Полтаві, Кременчуці, Києві, Харкові.

## Твори
Твори зберігаються:
- Національний музей українського народного декоративного мистецтва (м. Київ),
- Музей народної архітектури та побуту України в Пирогові (м. Київ),
- Будинок-музей Миколи Лисенка (м. Київ),
- Шевченківський національний заповідник (м. Канів),
- Канівський музей народного декоративного мистецтва,
- Полтавський краєзнавчий музей,
- Полтавський художній музей,
- Полтавський літературно-меморіальний музей І.Котляревського,
- Запорізький художній музей,
- Кошалінський історичний музей в Польщі,
- Кременчуцький краєзнавчий музей, та в приватних колекціях.